# Landsverk L-110
Ландсверк Л-110 (швед. Landsverk L-110)— колесно-гусеничная бронемашина, является одной из самых малоизвестных в модельном ряду фирмы Landsverk. Информации о ней ещё меньше, чем о танке L-80 и фактически всё ограничивается только фотографиями.
Вполне возможно, что в 1935-1936 гг., когда прототип L-110 проходил ходовые испытания, была предпринята попытка применить накопившийся опыт по машинам с колесно-гусеничной ходовой частью. Однако, вместо танка на этот раз решили создать бронемашину, наподобие австрийского Saurer RR-7.
Гусеничная ходовая часть была заметно упрощена и вместо "ажурной" конструкции применили две тележки с амортизацией на листовых рессорах. Ведущие колеса цевочного зацепления размещались спереди, направляющие - сзади. Таким образом, компоновка L-110 отличалась от танковой - трансмиссий устанавливалась в передней части корпуса, а двигатель - в задней. В колесной часть оставили четыре колеса с пневматическими шинами, но подвеску заменили и теперь вместо пластин устанавливались вертикальные пружинные рессоры. Открытое сверху место водителя располагалось по продольной оси в центральной части корпуса.
Был выпущен всего 1 прототип данной машины. Сейчас достаточно трудно сказать, что именно послужило причиной остановки работ по L-110. Не исключено, что проект закрыли ввиду смены приоритетов.